# Экономизм
Экономи́зм — сведение объяснения любой социальной, политической и культурной действительности к экономическому базису — соотношению спроса и предложения, при отрицании в какой-либо степени независимой роли других факторов.

## Определение
1. Форма экономического редукционизма в социологии — сведение объяснения любой социальной, политической и культурной действительности к экономическому базису — соотношению спроса и предложения, при отрицании в какой-либо степени независимой роли других факторов. Не нужно путать экономизм с экономическим детерминизмом, который является необходимым аспектом экономизма.
2. Идейно-политическое течение в российской социал-демократии (конец XIX — начало XX веков). Сторонники экономизма, находившиеся под интеллектуальным влиянием Э. Бернштейна, стремились подчинить тактику и организацию социал-демократии борьбе за экономические и социальные интересы рабочего класса. «Экономисты» считали, что рабочие не должны выступать с собственной политической программой в грядущей революции. Их задачей, по мнению сторонников экономизма, должна была стать экономическая борьба и поддержка политической программы либералов в их борьбе против царизма. В этом смысле термин активно использовался позднее Шарлем Беттельхеймом. Лидеры: Б. Н. Кричевский, Е. А. Кускова, А. С. Мартынов, С. Н. Прокопович, К. М. Тахтарев и др. Печатные органы: газета «Рабочая мысль» (С.-Петербург, Берлин, Варшава, Женева, 1897–1902), журнал «Рабочее дело» (Женева, 1899–1902).